# Yannick Desiron
Yannick Desiron (Edegem, 6 aprile 1992) è un cestista belga.

## Palmarès
- Campionato belga: 2

Ostenda: 2018-19, 2019-20
- Coppa del Belgio: 1

Limburg: 2022